# Helina coniformis
Helina coniformis är en tvåvingeart som först beskrevs av Stein 1903.  Helina coniformis ingår i släktet Helina och familjen husflugor. Inga underarter finns listade i Catalogue of Life.